# Hertogdom Teschen

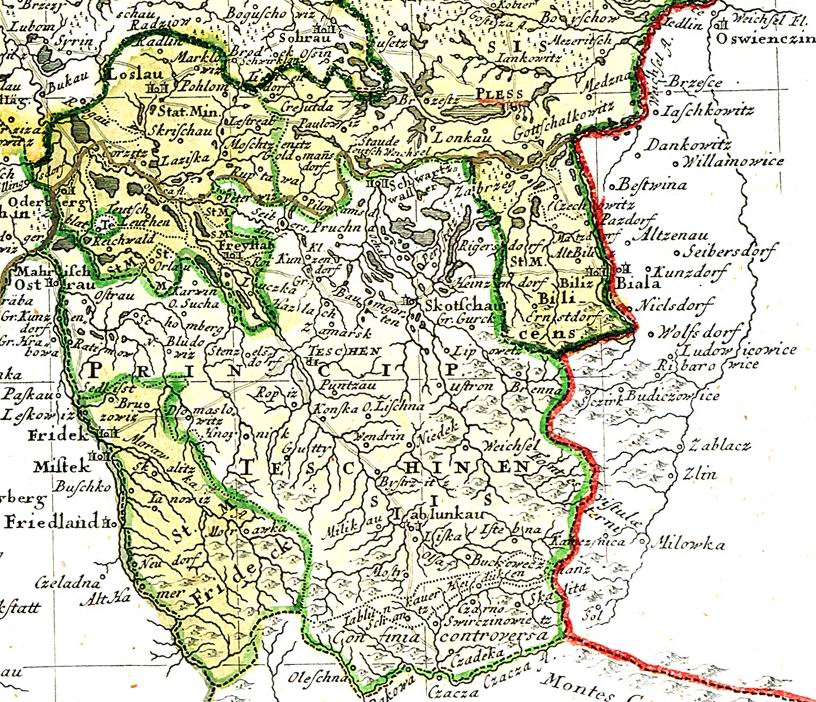
Hertogdom Teschen 1746

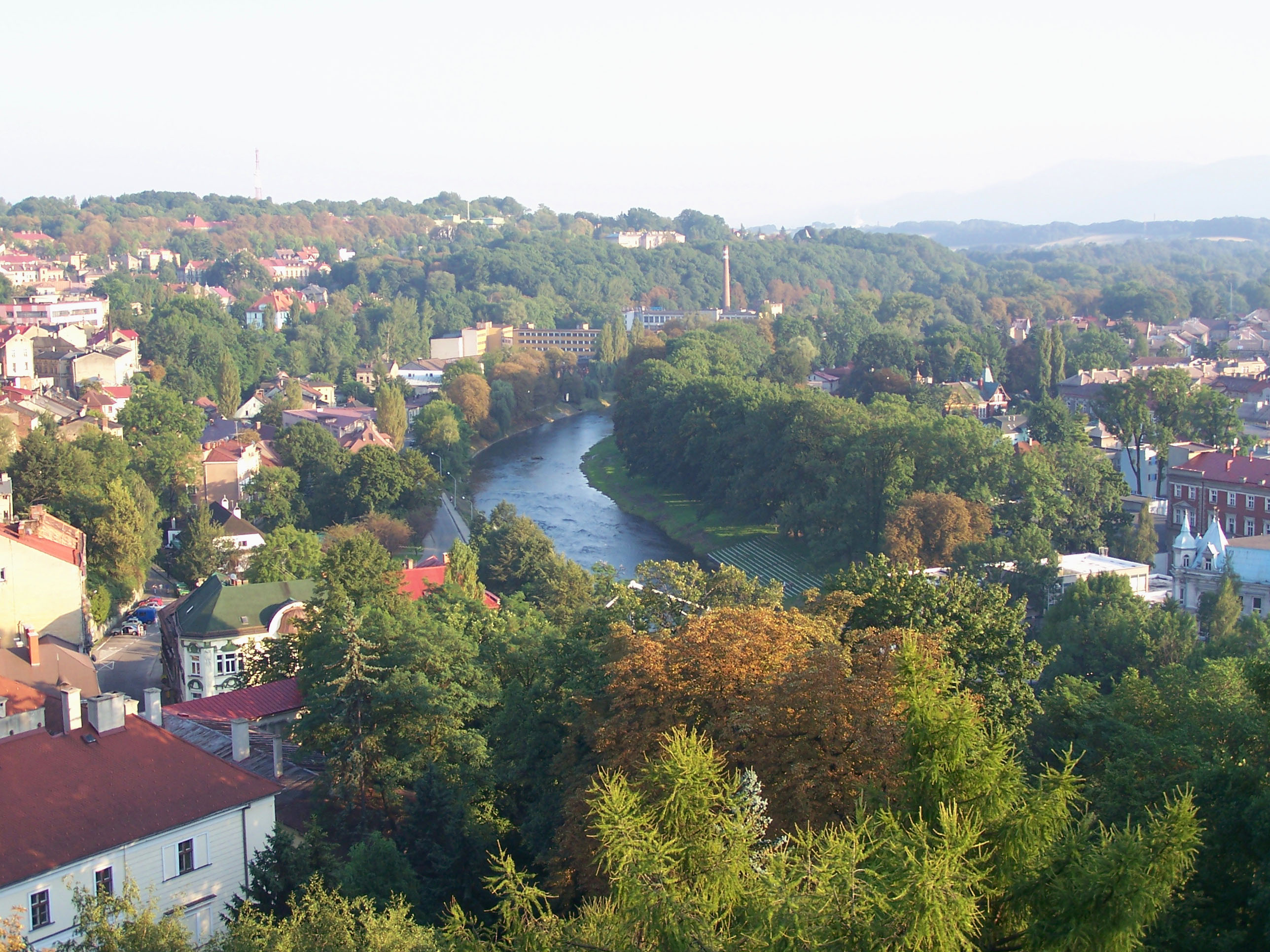
Cieszyn (links) en Český Těšín 2005

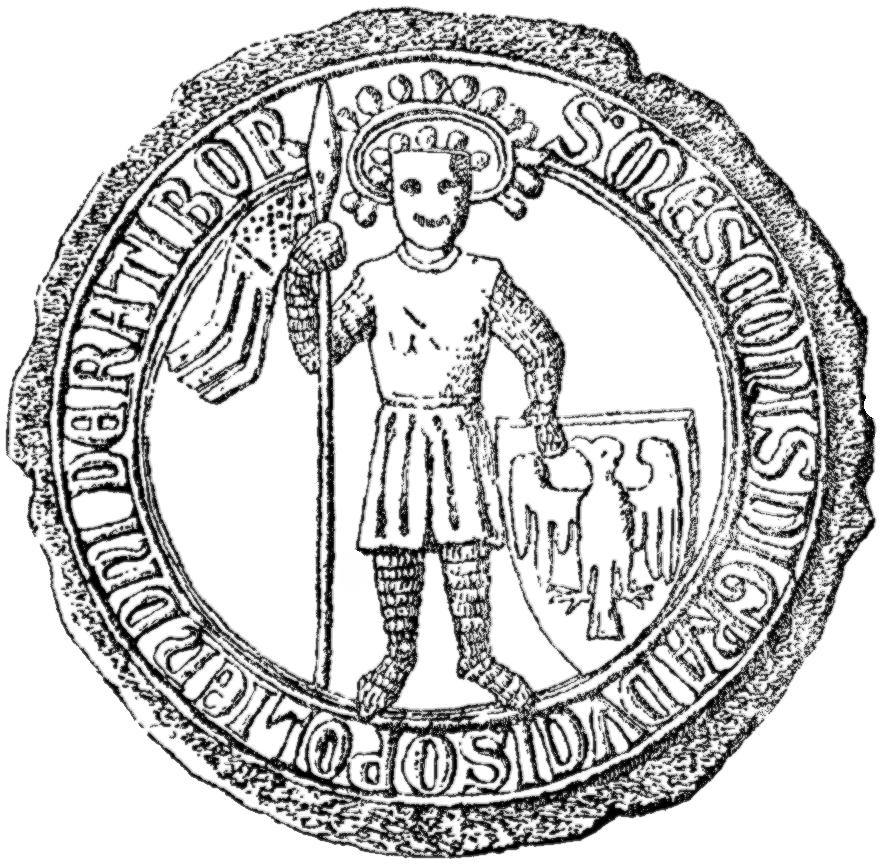
Zegel van de eerste hertog Mieszko I van Teschen uit 1288

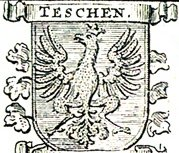
Wapen van de Piasten van Teschen

Teschen (Pools: Cieszyn, Tsjechisch: Těšín) is een voormalig hertogdom in Silezië, dat bestond van 1281 tot 1918, eerst onder de heerschappij van de Poolse Piasten, vanaf 1348 in het Heilige Roomse Rijk, en ten slotte deel van Oostenrijk-Hongarije. 

## Geschiedenis
In 1281 werd het gebied van het huidige Cieszyn-Těšín-Teschen een zelfstandig hertogdom binnen Silezië onder een eigen piastengeslacht, dat de Poolse koningen als leenheren erkende. In 1327 erkenden de piasten van Silezië de koning van Bohemen als leenheer en daarmee de Duitse keizer. Het bergachtige gebied werd pas toen ingrijpend ontgonnen door kolonisten: boeren uit Polen en Moravië en herders uit Roemenië. Mijnwerkers kwamen vooral uit de Duitse landen (Saksen) en vestigden zich in de steden die naar Duits stadsrecht werden ingericht. De lutherse reformatie werd in 1545 ingevoerd maar na 1620 zou de contrareformatie haar weer grotendeels ongedaan maken, toen Bohemen en daarmee Silezië-Teschen onder direct Habsburgs gezag kwamen. Omdat het Teschener piastengeslacht uitstierf werd het hertogdom in 1653 overgedragen aan de hertogen van Habsburg-Lotharingen. Na de Pruisisch-Oostenrijkse oorlog bleef Teschen in 1742 als deel van Silezië Habsburgs onder de naam Oostenrijks Silezië, terwijl Pruisen Neder-Silezië en Opper-Silezië inlijfde. In het vredesverdrag tussen Pruisen en Oostenrijk, waarbij de verdeling geregeld werd, kreeg de protestantse gemeenschap van Teschen, bestaande uit een minderheid onder de Pools- en de Duitstaligen, een beschermde status. 
De Duitstaligen, protestanten zowel als katholieken, werden in 1945 verdreven; de Poolstaligen mochten blijven. Na de emigratie van de lutherse Mazuren uit Oost-Pruisen zijn de protestanten in Cieszyn (Teschen) en Bielsko-Biała (Bielitz-Biala) binnen het huidige Polen uniek als enige regionale niet-katholieke maar wel autochtone gemeenschap.

## Verdeling in de 20e eeuw
De stad Teschen behoorde tot 1918 tot Oostenrijks-Silezië. De stad Teschen telde in 1900 19.142 inwoners, waarvan 52% Duitsers (incl. joden), 43% Polen en 5% Tsjechen. Voor het hertogdom waren de verhoudingen respectievelijk 18%, 55% en 27%. Het gebied is sinds 1918 verdeeld tussen Polen en Tsjechoslowakije resp. Tsjechië. Dat geldt ook voor de gelijknamige stad. De staatsgrens is de rivier de Olza (Tsjechisch: Olše), die nu Pools Cieszyn scheidt van Tsjechisch Český Těšín. De stad ligt midden in de vierhoek Ostrava - Katowice - Bielsko-Biała - Žilina.
De twee nieuwe landen die in 1918 op het grondgebied van het in de Eerste Wereldoorlog verslagen Oostenrijk ontstonden, Polen en Tsjechoslowakije, trokken op 5 november 1918 een voorlopige onderlinge grens langs de Olza, maar bleven het oneens over het westelijke deel van het vroegere hertogdom. Beide landen hadden historische en etnisch-nationale aanspraken op het gebied, dat van belang was door zijn mijnbouw en staalindustrie. Voor Tsjechoslowakije was bovendien van groot belang dat de enige spoorwegverbinding tussen Slowakije en de rest van het land erdoorheen liep. Voor Polen speelde het feit dat de bevolking van het gebied overwegend Pools was uit. Teschen was niet het enige omstreden grensgebied tussen de twee landen (ook over de oostelijker gelegen gebieden Zips en Orava was onenigheid), maar wel het belangrijkste.
Tussen 23 januari en 5 februari 1919 vochten de twee landen een grensoorlog uit, die geen beslissing bracht. De aansluitende vredesonderhandelingen, die in juli in Kraków werden gehouden, strandden, omdat de Tsjecho-Slowaken weigerden de status van het gebied te onderwerpen aan een referendum, zoals de Polen eisten. Ook de vredesconferentie van Parijs drong op zo'n referendum aan. De positie van de Polen verzwakte echter in de loop van 1920, toen dat land een veel grootschaliger grensoorlog in het noorden uit moest vechten met de Sovjet-Unie en nu belang kreeg bij een rugdekking in het zuiden. De kwestie kwam aan de orde op de Conferentie van Spa: de geallieerden hakten daar op 28 juli 1920 de knoop door en legden de grens van 1918 bindend vast, zonder referendum. Het door 100.000 à 140.000 Polen bewoonde deel ten westen van de Olza, dat in het Pools Zaolzie ("Trans-Olzië") wordt genoemd, bleef daarmee Tsjechoslowaaks.
Aan de vooravond van de Tweede Wereldoorlog was de positie van Tsjecho-Slowakije inmiddels door toedoen van Duitsland zo verzwakt, dat het in het Verdrag van München (1938) verschillende door minderheden bewoonde gebieden aan buurlanden moest afstaan. Dat gold niet alleen voor door Duitsland ingelijfde Sudetenland, maar ook voor Teschen, dat door Duitsland in ruil voor een afzijdige opstelling aan Polen werd beloofd en op 2 oktober daadwerkelijk door Polen werd ingelijfd. Een jaar later zou Polen door Duitsland bezet worden en lijfde het Teschen alsnog in, maar de deelname aan de staatkundige vernietiging en ontmanteling van Tsjechoslowakije zou Polen na de oorlog zwaar aangerekend worden. Door ingrijpen van de Sovjet-Unie werden de grenzen van Spa weer hersteld. Aan de kwestie kwam op 2 juni 1958 formeel een einde, toen Polen en Tsjecho-Slowakije, inmiddels allebei volksrepublieken, een definitief grensverdrag tekenden. De grote Poolse minderheid ten westen van de grens kreeg erkenning maar werd onder druk gezet zich nationaal aan te passen. Inmiddels was de Duitstalige minderheid verdwenen.
| van - tot | Hertog van Teschen (Piasten) | bijzonderheden                                                       |
| --------- | --- | -------------------------------------------------------------------- |
| 1290–1315 | Mieszko I van Teschen |                                                                      |
| 1315–1358 | Casimir I van Teschen |                                                                      |
| 1358–1410 | Przemyslaw I Noszak |                                                                      |
| 1410–1431 | Bolesław I van Teschen |                                                                      |
| 1431–1442 | Eufemia, weduwe Wenceslaus I van Teschen, zoon Wladislaus van Glogau, zoon Przemyslaw II van Teschen, zoon Bolesław II van Teschen | weduwe van Bolesław I en zijn zonen                                  |
| 1442–1452 | Przemyslaw II van Teschen + Bolesław II van Teschen                                                                                | zonen van Bolesław I                                                 |
| 1452–1477 | Przemyslaw II van Teschen | zoon van Bolesław I van Teschen                                      |
| 1477–1528 | Casimir II van Teschen | zoon van Bolesław II van Teschen                                     |
| 1477–1507 | Frederik van Teschen | zoon van Casimir II van Teschen niet regerend hertog, overleden 1507 |
| 1518–1524 | Wenceslaus II van Teschen | zoon van Casimir II van Teschen mederegerend hertog, overleden 1524  |
| 1528–1579 | Wenceslaus III Adam van Teschen | zoon van Wenceslaus II van Teschen                                   |
| 1560–1571 | Frederik Casimir (Teschen) | zoon van Wenceslaus III                                              |
| 1579–1617 | Adam Wenceslaus van Teschen | zoon van Wenceslaus III                                              |
| 1617–1625 | Frederik Willem van Teschen | zoon van Adam Wenceslaus van Teschen                                 |
| 1625–1653 | Elisabeth Lucretia van Teschen | dochter van Adam Wenceslaus van Teschen                              |

| van - tot | Hertog van Teschen (Habsburgers) | bijzonderheden                  |
| --------- | -------------------------------- | ------------------------------- |
| 1653–1654 | Ferdinand IV van Hongarije       | leengoed terug naar Habsburgers |
| 1654–1657 | Ferdinand III                    | vader van Ferdinand IV          |
| 1657–1705 | Leopold I                        | zoon van Ferdinand III          |
| 1705–1711 | Jozef I                          | zoon van Leopold I              |
| 1711–1722 | Karel VI                         | zoon van Leopold I              |
| 1722–1729 | Leopold van Lotharingen          | neef van Leopold I              |

| van - tot | Hertog van Teschen (Huis Habsburg-Lotharingen) | bijzonderheden            |
| --------- | ---------------------------------------------- | ------------------------- |
| 1729–1765 | Frans I Stefan                                 | schoonzoon van Karel VI   |
| 1765–1766 | Jozef II                                       | zoon van Frans I Stefanus |

| van - tot | Hertog van Teschen (Huis Wettin) | bijzonderheden                                          |
| --------- | -------------------------------- | ------------------------------------------------------- |
| 1766–1822 | Albert Casimir                   | uit de nalatenschap van zijn schoonvader Frans I Stefan |

| van - tot | Hertog van Teschen (Huis Habsburg-Lotharingen) | bijzonderheden                          |
| --------- | ---------------------------------------------- | --------------------------------------- |
| 1822–1847 | Karel van Oostenrijk-Teschen                   | neef en adoptiefzoon van Albert Casimir |
| 1847–1895 | Albrecht van Oostenrijk-Teschen                | zoon                                    |
| 1895–1918 | Frederik van Oostenrijk                        | neef (adel afgeschaft)                  |